# Sumpafallens naturreservat
Sumpafallen är ett naturreservat som ligger längs Högvadsån, en biflod till Ätran. Reservatet har en yta på 56 hektar och ligger i Okome och Svartrå socknar i Falkenbergs kommun i Halland. Det är klassat som riksintresse för naturvården och ägs av Västkuststiftelsen.
Reservatet består förutom av Högvadsån och dess forsar i huvudsak av lövskog och betesmark. Till de arter som finns i reservatet hör bland annat gullpudra, blåsippa, kärrfibbla, bäckbräsma och ormbär. I vattnet finns flodpärlmussla, vild lax och öring.
Genom naturreservatet, längs med Högvadsån, går en promenadstig med vil- och grillplatser.
Sumpafallen är även efter regeringsbeslut 1995 ett Natura 2000-område.